# کیجی سوزوکی (نظامی)
کیجی سوزوکی (انگلیسی: Suzuki Keiji؛ ۱۸۹۷ – ۱۹۶۷) یک افسر اطلاعاتی نیروی زمینی امپراتوری ژاپن در طول جنگ جهانی دوم بود. او که عمدتاً در میانمار (برمه (فعالیت می‌کرد، به تشکیل ارتش استقلال برمه کمک کرد و از مدافعان استقلال برمه بود که به عنوان «لورنس عربستان ژاپنی» (توماس ادوارد لورنس) توصیف می‌شد. برمه ای‌ها با نام مستعار Bo Mogyo به او اشاره می‌کند که به معنای «فرمانده صاعقه» است.